# 3966 Cherednichenko
3966 Cherednichenko este un asteroid din centura principală, descoperit pe 24 septembrie 1976 de Nikolai Cernîh.